# Club Atlético Defensores de Belgrano
El Club Atlético Defensores de Belgrano es una entidad deportiva argentina ubicada en el barrio de Núñez de la Ciudad Autónoma de Buenos Aires. Fue fundado el 25 de mayo de 1906 como Defensores de Belgrano Foot-ball Club, por un grupo de jóvenes con motivo de participar en las ligas independientes de fútbol de Buenos Aires. Actualmente se desempeña en la Primera Nacional, segunda división del fútbol argentino.
Su primer estadio estuvo ubicado en la actual Plaza Alberti, en el barrio de Belgrano. Sus colores rojo y negro, que mantiene hasta la actualidad, fueron tomados del Misiones Football Club de Montevideo luego de que este realizara una exitosa gira por Argentina.

## Historia

### Síntesis histórica
Tras su nacimiento en 1906, los primeros pasos de la vida futbolística de Def. de Belgrano transcurrieron en las Ligas Independientes, produciendo campañas exitosas que derivarían en su inserción, en 1912, en el Fútbol Oficial.
En poco tiempo obtiene los Torneos organizados por la Liga Buenos Aires (1907), la Liga Pringles y la Sportiva Nacional (ambas en 1908), la Liga Anglo – Argentina (1912) y la Liga La Vanguardia (1913). Muy pocos o quizá ninguno de los clubes de football nacidos por entonces y hoy sobrevivientes, aquilata tantos logros en el fútbol independiente.
Hacia 1910, se produce un intervalo futbolístico, tras el cual Defensores vuelve a la práctica del fútbol, traslada en 1911 su field desde su Belgrano natal a los “lejanos terrenos de Nuñez”, donde establece “su cancha de toda la vida”, en los “anegadizos” terrenos ubicados en la intersección de Blandengues (hoy Avenida del Libertador) y el arroyo Medrano (hoy Avenida Comodoro Rivadavia).
Luego de su debut en la Segunda División de la desaparecida Federación Argentina de Football, el 14/7/1912, enfrentando a Argentino de Vélez Sarsfield, pasarían sólo dos años hasta el ansiado ascenso a Primera División, obtenido en la cancha de Gimnasia y Esgrima de Buenos Aires, en Palermo, el 29/11/1914, al derrotar en una recordada final a la Intermedia de Burzaco por 4 goles a 1.
A pesar de conocer la amargura del inmediato descenso a Intermedia, Def. de Belgrano muestra una innegable capacidad de lucha y vuelve en 1917 a la Máxima Categoría, tras vencer el 2/12/1917 a Vélez Sarsfield por 3 a 2, nuevamente en la cancha de Gimnasia y Esgrima de Buenos Aires. Defensores fue por entonces el único equipo que sobrevivió al descenso, ya que a diferencia de sus vecinos: Comercio y Kimberley, y a los legendarios Lomas A. C. y Belgrano A. C. (sólo por citar algunos ejemplos), resucitó como el Ave Fénix y luego permaneció en Primera División durante 17 temporadas consecutivas, hecho que aún hoy pocos defensoristas conocen.Fue Defensores el único en ganar en más de una oportunidad el Torneo de Intermedia, que se disputó desde 1911 y hasta 1932 (33 ediciones).
El legendario Defensores de Belgrano, único club con la denominación “Defensores” que accedió a la Primera División del Fútbol Argentino en toda su historia, era ya un equipo de Primera cuando muchas de las poderosas Instituciones que hoy, un siglo después, militan en Primera División, y otras que poseen un enorme poder de convocatoria, daban sus primeros pasos, jugaban en el ascenso o bien no existían.
Si bien la historia fundacional de Def. de Belgrano se asocia con numerosos apellidos ilustres (Pasquale, Luna, Acerbi, Botta, sólo por mencionar algunos), su trayectoria en Primera División esta ligada al nombre de Gerardo Caldas, quien se constituyó en estandarte de la Institución roja y negra por casi dos décadas. Su presencia en múltiples partidos Internacionales, Interprovinciales, en la tapa de la Revista “El Gráfico” y en todos los medios escritos de la época, lo transforman en un icono de Defensores de Belgrano en el amateurismo.
Fue Defensores de Belgrano fundador en 1919 de la disidente Asociación Amateur de Football, en la cual militó, conjuntamente con la mayoría de los grandes del presente, hasta la fusión con la Asociación Argentina en 1927, cumpliendo en general hasta aquí, campañas aceptables.
Por esos tiempos, disputó con su vecino Platense, en jornadas memorables, siempre a cancha llena, el liderazgo futbolístico del barrio de Nuñez. El “Clásico de Nuñez” fue el primero y porque no el más relevante de los enfrentamientos de Def. de Belgrano por aquellos tiempos. También se midió por entonces con los grandes del fútbol argentino, provocándole en más de una oportunidad derrotas que motivaron el comentario general e hicieron conocer los quilates de sus equipos.
En 1928, disputó dos recordadas finales por el “Comodín del descenso” frente a Tigre (6 y 8/4/1928), en la cancha de Sportivo Barracas, de las cuales salió airoso tras un empate y un triunfo, manteniendo el privilegio de Socio Fundador de la Asociación Amateur. La victoria fue festejada como un campeonato y al año siguiente le permitió a Defensores no descender, a pesar de ocupar el anteúltimo puesto en las posiciones del Torneo, tras realizar una pésima campaña. Ya en 1930, Def. de Belgrano no acompañó el proceso de Profesionalización del fútbol por lo que futbolísticamente se vio relegado a competir con equipos de menor jerarquía y posteriormente a la Segunda División a partir de 1935.
En 1934, Defensores aportó dos jugadores, Ernesto Belis y Lucas Izetta, al Seleccionado Nacional que compitió en el Campeonato Mundial disputado en Italia, y es inclusive el primero de ellos quien marcó el gol más tempranero del Torneo, hecho que lo coloca en un sitio de privilegio en la historia del Fútbol Mundial.
Por entonces, con la participación de Platense en la Liga Profesional, se destaca la rivalidad con Excursionistas (en realidad oriundo de Palermo e instalado luego en Belgrano), que se acrecienta con el tiempo, debido a que ambos compiten en el fútbol de ascenso por largos años.
Su llegada al profesionalismo lo encuentra a Defensores jugando la final de la Copa Competencia Mixta a fines de 1934, y en un sitial de privilegio en el torneo de Segunda de 1935, en el cual obtiene el primer puesto entre los equipos amateurs, aunque sin posibilidades de ascenso. La década de 1940 muestra a un Defensores compitiendo en la Segunda Categoría con notables altibajos, produciendo campañas aceptables y otras desastrosas, que culminan con el descenso a la Tercera Categoría en 1950, tras un proceso de reestructuración.
Los años 50 lo encuentran en gran parte compitiendo exitosamente en los Torneos de Primera División “C”, tras los descensos de 1952 y 1955, haciéndose acreedor de ellos en 1953 y 1958, tras realizar brillantes campañas. Por esos años asoma en su primer equipo una figura que, con el transcurrir de los años, se tornaría en legendaria de Def, de Belgrano, vistiendo sus colores por casi dos décadas y en más de 400 partidos: Rodolfo César Chitti. De nuevo en Segunda, Defensores transita sin logros sobresalientes hasta 1967, cuando obtiene el Torneo de Primera “B”, tras vencer a Tigre en una memorable final disputada en la cancha de Platense, la noche del 29/7/1967, casualmente 50 años después de su último ascenso a Primera División. Sin embargo, por las reglamentaciones entonces existentes, Defensores juega con escasa fortuna el Torneo de Reclasificación y permanece en la categoría de la cual fue Campeón, mientras que su vencido, Tigre, asciende a Primera.
Pocos años después, en 1971, ocurre otra nueva pérdida de categoría, la cual es efímera, ya que al año siguiente Defensores está de vuelta en Primera “B”, tras obtener por tercera vez en su historia el Torneo de Primera División “C”. Es allí cuando se destaca en su primer equipo, quien puede considerarse una de las figuras más relevantes de todas aquellas surgidas de esta Institución y una de las más reconocidas en el fútbol argentino en general: René Orlando Houseman. Años después, éste integraría el equipo argentino Campeón del Mundo en 1978, lo cual no deja de ser un orgullo para Defensores de Belgrano, Institución que lo vio nacer. A pesar de alternar buenas y malas campañas, Defensores se mantiene en Primera “B” hasta 1986, quedando a punto del ascenso en 1984 y 1985, cuando es eliminado en las etapas finales del Octogonal por Gimnasia y Esgrima de La Plata y San Miguel, respectivamente. Al año siguiente, su puntaje en la tabla no le alcanza para jugar en el recientemente creado Nacional “B”, y es mantenido en Primera “B”, que pasa a ser la Tercera Categoría en el fútbol argentino, produciéndose un “descenso encubierto”.
Ya en 1989, Defensores desciende por primera vez en su historia a la Cuarta Categoría del fútbol argentino y dos años después retorna a Primera “B”, dando la vuelta olímpica en la siempre difícil cancha de Sportivo Dock Sud. Con ello, Defensores se transforma también en uno de los equipos más ganadores del Torneo de Primera “C” en toda su historia.

### Historia reciente

#### Primer ascenso a la B Nacional
En el Campeonato de Primera B 2000-01 Defensores de Belgrano se consagraría como el único equipo en lograr el ascenso en dicha temporada. En las 38 fechas cosechó 64 puntos lo que le valió la cuarta posición en la tabla y la clasificación al reducido. En esta temporada el reducido se desarrollaba de la siguiente forma: el 1.º y 2.º clasificaban automáticamente a semifinales, mientras que del tercero al 10.º a los octavos de final. Los octavos y cuartos de final a partido único, la etapa de semifinales/final formato ida y vuelta.
Así el club de Núñez dejaba a Argentino de Quilmes en octavos de final por 6-1 y luego a Deportivo Español por ventaja deportiva tras el 1-1. En semifinales se enfrentaba con San Telmo y lo derrotaba tras un 2-1 en el partido de ida en el Juan Pasquale y 3-3 en el de vuelta como visitante.
En la final del reducido Defensores vencía al Club Atlético Temperley en un enfrentamiento muy intenso. El partido de ida en el que Defensores visitó al club del sur, fue suspendido a los 45´ del primer tiempo por incidentes en la hinchada local cuando el partido iba 0-0. El partido se le dio por ganado a Defensores de Belgrano por 1-0 y en el partido de vuelta rectificó la ventaja venciendo por 2-0 logrando el ascenso.
Varios jugadores de este equipo quedaron en la memoria del hincha de Defensores, como por ejemplo Diego Cochas, el delantero Sergio Comba o Gabriel Pereyra.
En la siguiente temporada haría un papel digno logrando la décima posición en el Campeonato de Primera B Nacional. Tras cuatro años de malas campañas, el club de Núñez descendería en el 2005 en un partido contra Chacarita Juniors en el Estadio Tomás Adolfo Ducó. Ambos equipos acabaron con la misma cantidad de puntos en el promedio, por eso se disputó el desempate que terminó 0-0 y se definió en la tanda de penales. El resultado resultó desfavorable para el club del Bajo Belgrano, resultando así en el descenso.

#### Segundo ascenso a la B Nacional
Defensores de Belgrano encaraba la temporada 2017-2018 en el campeonato de la Primera B Metropolitana con la conducción de Fabián Nardozza y lograría el ascenso a la B Nacional tras 13 años. En el campeonato el club de Núñez tuvo una temporada regular y sin sobresaltos que lo llevó a acabar en la quinta posición con 52 puntos en los 34 partidos correspondientes, lo que le valió la clasificación al octogonal final.
En el octogonal dejó en el camino en cuartos de final a Barracas Central por ventaja deportiva tras el 0-0, dicha etapa era a partido único. Luego se enfrentó a Tristán Suárez en semifinales, donde se disputaron partidos de ida y vuelta. En ambos partidos de la serie Defensores iba a ganar 1-0.
En la final del reducido se enfrentó a la UAI Úrquiza. El partido de ida de visitante iba a ser un empate 0-0, mientras que en el partido de vuelta el dragón estaba siendo derrotado 1-0.  No había tiempo para más, pero cuando se disputaba el minuto 92, Anconetani ganó de arriba en un tiro de esquina y Miranda la empujó abajo del arco para el empate agónico y el delirio del Bajo Belgrano.
El ascenso se definiría a través de la tanda de penales, donde Albano Anconetani se consagraría cómo ídolo al detener dos penales. Así Defensores con un agónico final, iba a salir victorioso logrando el ascenso.

### Participaciones en Copa Argentina
Luego de 40 años de interrupción se disputaría la tercera edición de la Copa Argentina. En la temporada 2011-12 Defensores de Belgrano dejaría en el camino a San Martín de Burzaco y Almagro en la fase preliminar. Estas dos victorias le daría la posibilidad de disputar los 32vos de final donde se enfrentaría a River Plate en el Estadio Bicentenario de San Juan. El desarrollo del partido sería cerrado, con un Alejandro Domínguez que marcó un gol a los 25' del PT y luego se respaldó en el control de la pelota y una solidez defensiva. El Dragón encabezado por su DT Rodolfo Della Pica y Ariel Ortega buscó emparejar el partido, pero sin muchas ideas no pudo concretarlo. Por lo tanto Defensores quedaría eliminado por 1-0.
En la Copa Argentina 2014-15 el equipo de Núñez estaba disputando la Primera C y no clasificaría de forma directa a la copa, por lo tanto jugaría el partido de la segunda etapa preliminar. El rival sería General Lamadrid y el resultado del partido sería un 0-0 que luego daría por derrotado a Defensores en la definición desde el punto del penal.
La edición 2015-16 sería la primera vez que Defensores pasaría la etapa de los 32vos de final. Se enfrentaba con Atlético Tucumán, fue un partido cerrado y muy peleado, donde vencería por 1-0 con un gol en contra de Franco Sbuttoni en la provincia de Salta. Por la siguiente etapa se enfrentaría a Arsenal de Sarandi y tras otro respetable partido del Dragon, saldría derrotado por 2-1 con un gol del delantero Lucas Buono que marcaba el empate parcial.
En la Copa Argentina 2016-17 el rival a enfrentar en los 32vos sería el Club Atlético Talleres (C) que militaba en la Primera División. El resultado sería 1-0 en contra para el equipo del Bajo Belgrano.
En la edición 2017-18 de la copa, el Defensores de Belgrano competiría siendo uno de los 5 equipos de B Metropolitana en participar, ya que había logrado la clasificado en el torneo anterior, donde justamente conseguiría el ascenso. Se cruzaría en 32vos de final contra Atlético Rafaela en el estadio Eva Perón y saldría derrotado por 4-1 con un gol de Martínez Montagnoli.
Por la Copa Argentina 2019-20 Defensores clasifica directamente a los 32avos de final y se enfrenta a Almirante Brown.

## Estadio
El estadio se llama "Juan Pasquale" y fue inaugurado el 25 de mayo de 1910. Se encuentra en el barrio de Núñez, más precisamente en la calle Comodoro Rivadavia 1450 (esquina Avenida del Libertador). Es conocido popularmente como “el nido del Dragón”
El estadio tiene capacidad para 9000 espectadores distribuidos de la siguiente manera:
4500 en la cabecera oeste denominada Marquitos Zucker Que contiene 15 escalones y en la tribuna lateral a la misma, utilizadas por el público local; 3500 en la popular visitante que contiene 12 escalones Rodolfo César Chiti; 1000 en las plateas.
Las dimensiones del terreno son de 98 metros de largo por 68 metros de ancho.

## Simbología

### Colores

Rojo y negro, los colores identitarios de Defensores.

Hay algunas versiones que explican el origen de los colores de este club. Algunos asocian el rojo hacia el bolchevismo y el negro con el anarquismo; un origen netamente político. Mientras que otros dicen que estos distintivos fueron tomados del elenco uruguayo de Misiones FC (actualmente, Miramar Misiones), luego de una gira por Argentina y Chile.

### Apodo

El dragón fue el animal mitológico adoptado por Defensores en 1983.

La idea de adoptar un animal como símbolo de Defensores surgió de parte de Hugo Arbona, un dibujante técnico y publicitario hincha del club. En 1983 se decidió a crear la mascota del equipo y tras varias ideas truncas se definió por el dragón. Los primeros escudos con el dragón fueron cosidos en los juegos de camisetas por la madre de un futbolista del equipo de apellido Gil. Después se elaboraron camisetas con el flamante símbolo incorporado, gracias al dinero que juntaron el propio Arbona y Roberto Gironte, quien supo ser tesorero del club. Posteriormente, en 1984, la marca Adidas confeccionó una camiseta que incluyó al animal mitológico.

## Clásicos y rivalidades

### Clásico del Bajo
El clásico rival histórico es Excursionistas con el que disputa el añejo "Clásico del Bajo", denominación adquirida por su localización de ambos equipos en el Bajo Belgrano y Bajo Núñez.
La historia comenzó en 1923 con un partido a beneficio de familias afectadas por una dura inundación. Al principio había también otros clubes en el medio, como Kimberley, Comercio, o Colegiales, aunque sucesivas desapariciones o mudanzas dejaron a Defensores y a Excursionistas cara a cara, al mismo tiempo que la rivalidad de Defensores con Platense también quedó relegada por el afianzamiento del Calamar en Primera División. Aunque no disputaron el clásico durante 21 años, se produjeron sin embargo innumerables enfrentamientos entre ambas hinchadas.
Este enfrentamiento mantiene su tradición y también la rivalidad en el fútbol femenino, ya que los equipos se cruzan con frecuencia en los torneos de Primera División, debido a que en el fútbol masculino se ha perdido regularidad por la diferencia de categorías durante las últimas décadas.
- Historial desde 1925
  - Primer partido: 26 de julio de 1925.[20]
  - Último encuentro: 30 de junio de 2017.[21]

| Competición             | Partidos | Victorias Defe. | Empates | Victorias Excursio. | Goles Def. | Goles Exc. |
| ----------------------- | -------- | --------------- | ------- | ------------------- | ---------- | ---------- |
| Primera División        | 11       | 5               | 2       | 4                   | 14         | 13         |
| Primera B               | 56       | 15              | 20      | 21                  | 76         | 87         |
| Primera B Metropolitana | 4        | 2               | 2       | 0                   | 6          | 2          |
| Primera C               | 9        | 1               | 4       | 4                   | 11         | 18         |
| Copas nacionales        | 1        | 1               | 0       | 0                   | 5          | 0          |
| Total                   | 81       | 24              | 28      | 29                  | 112        | 120        |

### Clásico Defensores de Belgrano-Platense
Un clásico de barrio que comienza a apasionar: Platense-Defensores de Belgrano. Cancha a pleno el 11 de abril en Defensores (en 1920).Sitio oficial de Platense.

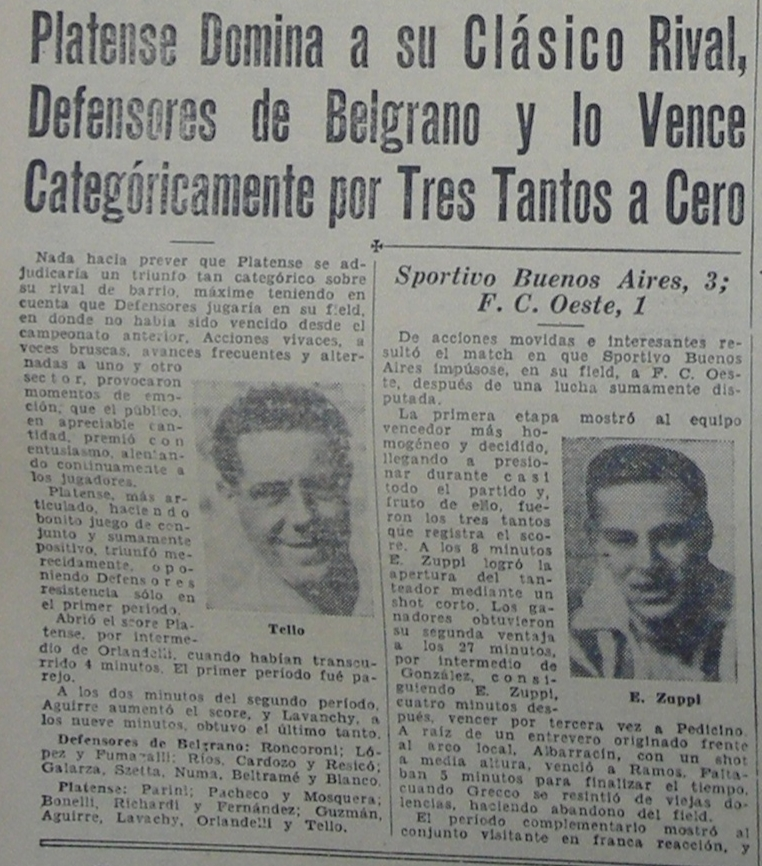
Defensores y Platense protagonizan uno de los clásicos porteños históricos de carácter barrial. Crónica de diario El Mundo, 8 de noviembre de 1936.

El clásico Defensores de Belgrano-Platense es la primera rivalidad histórica de ambas instituciones que coincidieron en sus inicios en la primera división del fútbol argentino. Disputaron su primer duelo hace 110 años, el enfrentamiento denominado Clásico de Núñez separaba a los recintos a solo 700 metros de distancia, porque el rojinegro ya poseía su campo de juego actual desde 1911 y Platense tenía su field en la intersección de Manuela Pedraza y la Avenida del Libertador en el barrio de Núñez.

"Platense Domina a su Clásico Rival, Defensores de Belgrano y lo Vence Categóricamente por Tres Tantos a Cero.""Nada hacía prever que Platense se adjudicaría un triunfo categórico sobre su rival de barrio, máxime teniendo en cuenta que Defensores jugaría en su field, en donde no había sido vencido desde el campeonato anterior. Acciones vivaces, a veces bruscas, avances frecuentes y alternadas a uno y otro sector, provocaron momentos de emoción, que el público en apreciable cantidad, premió con entusiasmo, alentando continuamente a los jugadores".
Diario El Mundo, 8 de noviembre de 1936

El "Clásico de Núñez"  entre El Calamar y El Dragón se disputaba desde sus comienzos a a cancha llena, en enfrentamientos donde nunca faltaban los incidentes, tanto en jugadores como sus aficiones. La muy fuerte rivalidad hizo que los clubes llegaron a romper relaciones durante más de un lustro, lo cual habla a las claras sobre la enemistad existente entre ambos en la zona norte de CABA.
El Clásico entre el Dragón y el Calamar se jugará en Quilmes. Un clásico con historia que siempre genera expectativa para los hinchas de ambos equipos. Defensores sigue en el mismo barrio, Platense se fue a Vicente López. Pero la historia sigue mostrándolos como clásico.Extracto, Cultivos de Quilmes, 19 de abril de 2023. 
Cuando comenzó el movimiento que llevó a la creación del profesionalismo, si bien estaban en distintas categorías el Clásico se siguió disputando a estadio completo como lo describe la crónica del periódico El Mundo de 1936. Volvieron a enfrentarse oficialmente en los años 60' y 70' y las aficiones tuvieron una convivencia pacífica en esas décadas. Pero cuando Platense descendió en 2001 y volvieron a enfrentarse, la cercanía geográfica de solo 24 cuadras de distancia y la convivencia barrial de sus parcialidades volvió a desatar la enemistad de este clásico histórico.
- Historial desde 1915
  - Primer partido: 13 de junio de 1915.[40]
  - Último encuentro: 3 de mayo de 2023.[41]

| Competición             | Partidos | Victorias Defe. | Empates | Victorias Platense | Goles Def. | Goles Pla. |
| ----------------------- | -------- | --------------- | ------- | ------------------ | ---------- | ---------- |
| Primera División        | 16       | 2               | 8       | 6                  | 11         | 16         |
| Primera Nacional        | 2        | 1               | 0       | 1                  | 4          | 2          |
| Primera B               | 16       | 3               | 3       | 10                 | 14         | 29         |
| Primera B Metropolitana | 19       | 5               | 5       | 9                  | 14         | 21         |
| Copas nacionales        | 2        | 0               | 1       | 2                  | 0          | 4          |
| Total                   | 55       | 11              | 17      | 28                 | 43         | 72         |

### Rivalidades destacadas
Son de fuerte rivalidad y tradición los duelos con:
- Atlanta: Con Atlanta se registran hechos de violencia, por la proximidad geográfica y por ser uno de los equipos a los que más enfrentó en las últimas décadas, aunque reúnen un amplio historial de muchos años atrás.[44]
- Deportivo Morón: Los duelos ante el Gallo son conocidos en el ascenso por la disputa de partidos trascendentales y que en oportunidades derivan en incidentes, tanto entre jugadores como por parte de la hinchada.[45][46][47][48] Es válido mencionar que su gran amistad con Almirante Brown, clásico rival de Morón, aporta un incentivo más en esta rivalidad. Poseen un extenso historial de 88 partidos, de los cuales Defensores venció en 25 y Morón en otros 35 partidos.
- Estudiantes: El primer partido ante el Matador de Caseros fue hace 110 años.[40] En aquella época, el Pincha estaba localizado en el barrio porteño de Palermo. Con un extenso historial que supera lárgamente las 100 ediciones, los encuentros ante Estudiantes marcan una tradición en el Ascenso, que incluye disputas por campeonatos y partidos inolvidables.[49]

#### Otras rivalidades
También sostiene una fuerte rivalidad con: Tigre, Colegiales, Argentinos Juniors y All Boys.

### Afinidad
Su institución amiga desde hace 50 años es Almirante Brown, una de las amistades entre aficiones más unidas del fútbol argentino. Esta afinidad nace a mediados de la década del '70, cuando las parcialidades de Defensores y Almirante se unieron ante una represión policial. Existe un apoyo mutuo entre ambas hinchadas, siendo normal cuando Defensores no juega un día que si lo hace el equipo de La Matanza, varios hinchas vayan a visitar a los aurinegros , y lo mismo sucede si Almirante no disputa algún partido.
Las parcialidades de Defensores  y Almirante se acompañaron mutuamente a varios cotejos cuando se permitía el público visitante. La hinchada del Dragón  muchas veces colaboró para que se una la parcialidad de Almirante cuando estaba dividida, e inclusive a raíz de esta amistad se generó una afinidad también con otra institución afín del Mirasol Sarmiento de Junín por lo que existe una muy buena relación con la institución de Junín.

## Uniforme
- Uniforme titular: Camiseta roja con rayas negras verticales, pantalón negro y medias rojas.
- Uniforme alternativo: Camiseta blanca con franja roja y negra en el área derecha, pantalón blanco y medias blancas.

| Período       | Proveedor      |
| ------------- | -------------- |
| 1980-1981     | Olimpia        |
| 1982-1984     | Uribarri       |
| 1985-1990     | Adidas         |
| 1990-1991     | Taiyo          |
| 1991-1993     | Uhlsport       |
| 1993-2000     | Adidas         |
| 2000-2001     | Le Coq Sportif |
| 2001-2003     | Dana           |
| 2003-2007     | Penalty        |
| 2008-2014     | Prostar        |
| 2014-2016     | Il Osso Sports |
| 2016-2018     | Joma           |
| 2018-2022     | Il Osso Sports |
| 2023-Presente | Ennerre        |

| Período       | Patrocinador          |
| ------------- | --------------------- |
| 1982-1985     | HyR Mel Inmuebles     |
| 1986-1990     | Colchones La Cardeuse |
| 1990-1991     | La Mecánica           |
| 1991-1992     | Petro Río             |
| 1992-1993     | AB                    |
| 1993-1996     | Red Postal            |
| 1996-1997     | Open                  |
| 1997-1998     | Lo Jack               |
| 1998-2013     | Papelera Buenos Aires |
| 2013-2014     | Banco Ciudad          |
| 2014-2015     | Befol/Mirasal         |
| 2016-2024     | Befol                 |
| 2024-Presente | Befol/Leiva Joyas     |

## Jugadores

### Plantel 2025
- Actualizado el 26 de junio de 2025

- Los equipos argentinos están limitados a tener un cupo máximo de seis jugadores extranjeros, aunque solo cinco podrán firmar la planilla del partido

#### Altas
| Invierno           |                |                             |          |
| Joaquín Tonet      | Centrocampista | Leandro N. Alem             | Préstamo |
| Guillermo Villalba | Delantero      | Estudiantes de Río Cuarto   | Préstamo |
| Verano             |                |                             |          |
| Alejandro Medina   | Guardameta     | Municipal                   | Libre    |
| Luciano Peraggini  | Guardameta     | Lanús                       | Préstamo |
| Luciano Correa     | Defensa        | Liniers                     | Libre    |
| Fabián Dauwalder   | Defensa        | Villa Mitre de Bahía Blanca | Libre    |
| Gonzalo Gamarra    | Defensa        | Midland                     | Libre    |
| Fernando Rodríguez | Defensa        | Almirante Brown             | Préstamo |
| Juan Pablo Segovia | Defensa        | Temperley                   | Libre    |
| Ignacio Rossi      | Centrocampista | Instituto de Córdoba        | Libre    |
| Emiliano Vecchio   | Centrocampista | Unión Española              | Libre    |
| Gonzalo Villafañe  | Centrocampista | Muñiz                       | Préstamo |
| Lautaro Cerato     | Delantero      | Liniers de Bahía Blanca     | Préstamo |
| Facundo Pons       | Delantero      | Estudiantes de Río Cuarto   | Libre    |
| Gianluca Pugliese  | Delantero      | Platense                    | Libre    |

#### Bajas
| Invierno            |                |                             |                       |
| Fabián Dauwalder    | Defensa        | Agente libre                | Rescisión de contrato |
| Gonzalo Villafañe   | Centrocampista | Muñiz                       | Fin del préstamo      |
| Lautaro Cerato      | Delantero      | Liniers de Bahía Blanca     | Fin del préstamo      |
| Verano              |                |                             |                       |
| Ignacio Pietrobono  | Guardameta     | Deportivo Maipú             | Fin de contrato       |
| Matías Barbero      | Defensa        | Argentino de Monte Maíz     | Rescisión de contrato |
| Facundo Laumann     | Defensa        | Defensores Unidos           | Rescisión de contrato |
| Felipe Pérez Manghi | Defensa        | Sol de Mayo de Viedma       | Rescisión de contrato |
| Fabián Sánchez      | Defensa        | Racing                      | Fin del préstamo      |
| Leandro Díaz        | Centrocampista | Agente libre                | Rescisión de contrato |
| Antú Hernández      | Centrocampista | Central Norte de Salta      | Rescisión de contrato |
| Lautaro Chávez      | Delantero      | Gimnasia y Esgrima La Plata | Fin del préstamo      |
| Facundo Pereyra     | Delantero      | Agente libre                | Fin de contrato       |
| Claudio Salto       | Delantero      | San Miguel                  | Rescisión de contrato |
| Nadir Zeineddin     | Delantero      | Deportivo Merlo             | Rescisión de contrato |

#### Cesiones
| Jugador           | Posición  | Destino           | Fin del préstamo |
| ----------------- | --------- | ----------------- | ---------------- |
| Gonzalo Aquilino  | Delantero | San Telmo         | 31-12-2025       |
| Maximiliano Arias | Delantero | Muñiz             | 31-12-2025       |
| Nicolás Benegas   | Delantero | Deportivo Riestra | 31-12-2025       |

### Jugadores históricos
Entre los jugadores que vistieron la camiseta de Defensores de Belgrano, y que hoy se consideran históricos se pueden encontrar a:
| Jugador               | Período                            |
| --------------------- | ---------------------------------- |
| Luciano Goux          | 2013-2023                          |
| Iván Nadal            | 2005-2021                          |
| Juan Manuel Sosa      | 2013-2021                          |
| Albano Anconetani     | 2013-18                            |
| Gabriel Pereyra       | 2001-02; 2003; 2012                |
| Diego Cochas          | 2000-02; 2003-04                   |
| Hugo Rodríguez        | 1991-92; 1997-04                   |
| Guillermo Aldaz       | 1989-90; 1992-94; 2000-04          |
| Sergio Schulmeister   | 1997-99                            |
| Walter Viqueira       | 1989-94                            |
| Walter R. Fernández   | 1983-84                            |
| Ángel Ronci           | 1980-84; 1986                      |
| Horacio Galbán        | 1977-82; 1984-86                   |
| Alfredo Anhiello      | 1969-70; 1972-73; 1982-84; 1986/87 |
| Atilio Scapolla       | 1976                               |
| Oscar Mas             | 1980-81                            |
| Vicente Giardullo     | 1968-82                            |
| René Orlando Houseman | 1971-72                            |
| Jorge Ricardo Busti   | 1962-67; 1969-70; 1972-74          |
| Ernesto C. Camino     | 1962-71                            |
| Rodolfo C. Chiti      | 1952-68                            |
| Guillermo Prado       | 1936-45                            |
| Gerardo Caldas        | 1917-34                            |

#### Leonardo Almanza
Leonardo Almanza es un exjugador de Defensores de Belgrano, jugó en el club desde el año 1993 al 1995 y un breve regreso en la temporada 98-99. Su historia tenía todo para ser una más del montón. El 27 de mayo de 1995 iba a ser un día que cambiaría su vida. Ese día Defensores de Belgrano disputaba el clásico frente al Club Atlético Excursionistas y Leonardo marcaría los dos únicos goles de la victoria, pero no solo eso, era la última fecha del torneo de aquel año y la victoria del "Dragón" produjo el descenso de su tradicional rival a la Primera C. Este hito se recuerda como uno de los más memorables de la historia del club y por más de 20 años el clásico rival no logró el ascenso, por lo que los dos goles de Leonardo Almanza marcaron una larga época sin el clásico del Bajo Belgrano.
Cada mes de mayo se celebra en el Juan Pasquale la "Copa Almanza", un torneo entre hinchas para evocar aquel encuentro disputado en Platense

## Datos del club

### Trayectoria
Actualizado hasta la temporada 2025 inclusive.
Total de temporadas en AFA: 115.
 Aclaración: Las temporadas no siempre son equivalentes a los años. Se registran cuatro temporadas cortas: 1986, 2014, 2016 y 2020.
- Temporadas en Primera División: 18 (1915 y 1918-1934)
- Temporadas en Segunda División: 58
  - en Primera B: 47 (1914, 1916-17, 1935-1949, 1951-1952, 1954-1955, 1959-1961, 1964-1971, 1973-1986)
  - en Primera Nacional: 12 (2001/02-2004/05 y 2018/19-)
- Temporadas en Tercera División: 35
  - en Primera B Metropolitana: 26 (1986/87-1989/90, 1992/93-2000/01, 2005/06-2013/14 y 2015-2017/18)
  - en Primera C: 9 (1913, 1950, 1953, 1956-1958, 1962-1963, 1972)
- Temporadas en Cuarta División: 3
  - en Primera C: 3 (1990/91-1991/92 y 2014)

### Goleadas

#### A favor
- En Primera División: 8-0 a San Fernando por la Copa Competencia de 1931, y por campeonatos regulares, 5-0 a Ferro Carril Oeste en 1924, Nueva Chicago en 1932.
- En el Nacional B: 6-2 a Tiro Federal (Rosario) en 2003
- En Primera B: 7-1 a El Porvenir en 1940, Argentino de Rosario en 1949, El Porvenir en 1965, Estudiantes (BA) en 1969, Luján en 1993, 4-1 a Club Atlético Tigre en 2 oportunidades: 1984 (octogonal) y 1993
- En Primera C: 9-0 a Justo José de Urquiza en 1958

#### En contra
- En Primera División: 0-10 vs Estudiantes (La Plata) en 1928
- En Primera B: 1-8 vs Talleres (RdE) en 1941 y 0-11 vs Quilmes en 1947
- En Primera B: 0-7 vs Colón en 1951
- En Primera B: 1-7 vs Tigre en 1981
- En Primera B: 0-6 vs Villa Dalmine en 1987
- En Primera C: 2-7 vs Central Córdoba (Rosario) en 1950
- En el Nacional B: 1-6 vs Tristán Suárez en 2021
- En el Nacional B: 0-5 vs Godoy Cruz (Mendoza) en 2004

## Palmarés

### Torneos nacionales
| Competición            | Títulos                    | Subcampeonatos |
| ---------------------- | -------------------------- | -------------- |
| Segunda División (3/1) | 1914, 1917, 1967.          | 1984.          |
| Tercera División (4/2) | 1953, 1958, 1972, 2000/01. | 1957, 1998/99. |
| Cuarta División (1/0)  | 1991/92.                   |                |

### Títulos amateurs
- Liga Buenos Aires: 1907.[4]
- Liga Sportiva Nacional: 1908.[4]
- Liga General Pringles: 1909.[4]
- Liga Anglo-Argentina: 1911.[4]
- Liga La Vanguardia: 1914.[4]

### Otros logros
- Ascenso a 1.ª división de la Federación Argentina de Football 1914.
- Ascenso a 1.ª división de la Asociación Argentina de Fútbol 1917.
- Subcampeón Copa Competencia Mixta 1934 [56]
- Copa Ministerio de Trabajo y Previsión: 1953.[56]
- Ascenso a Primera B por reestructuración (1): 1963
- Ascenso a Primera B por reclasificatorio (1): 2014
- Ascenso a Primera B Nacional por Torneo Reducido (1): 2017-18

### Copas amistosas nacionales
- Copa Gobernador Mosca (SF): 1922
- Hexagonal de Primera B: 1954
- Copa Gerardo Caldas: 1958

## Otras disciplinas

### Fútbol femenino
El equipo de fútbol femenino de Defensores de Belgrano tuvo su primera participación oficial en AFA en 1997 y prosiguió a disputar en el siguiente año, luego se abandonó la actividad hasta mediados de 2019, cuando se fusionó con el equipo femenino de la UBA y desde entonces disputa la Primera División.

#### Datos del Club
Nota: Desde 2011 hasta 2018 compitió el equipo femenino de la UBA aunque no es considerado parte de Defensores de Belgrano, este último si es una "continuación" de él. Para más detalles ver; Fusión Defensores de Belgrano-UBA.